# Tunézia vasúti közlekedése

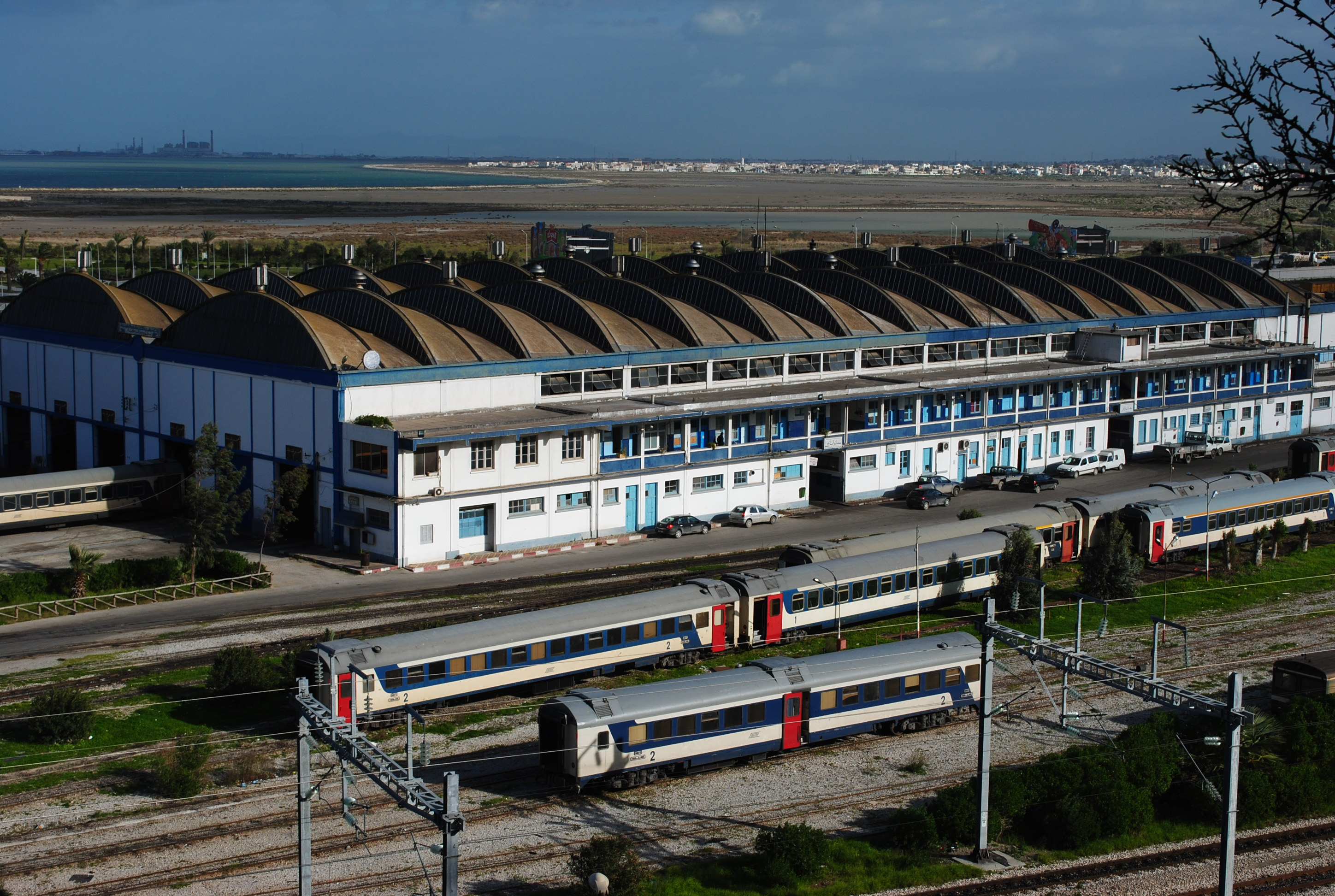
Fűtőház Tunéziában

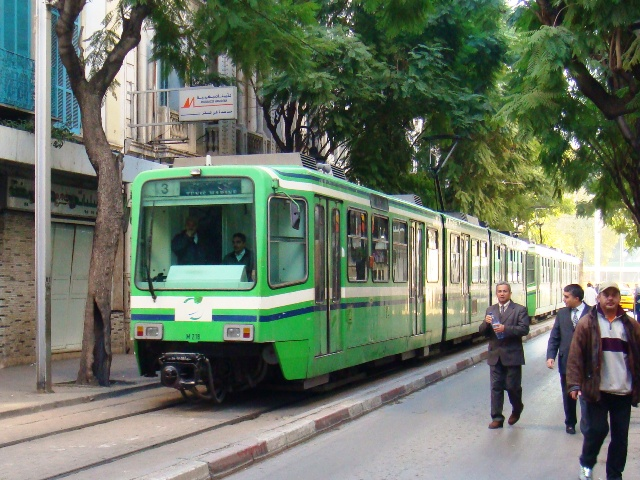
Metró

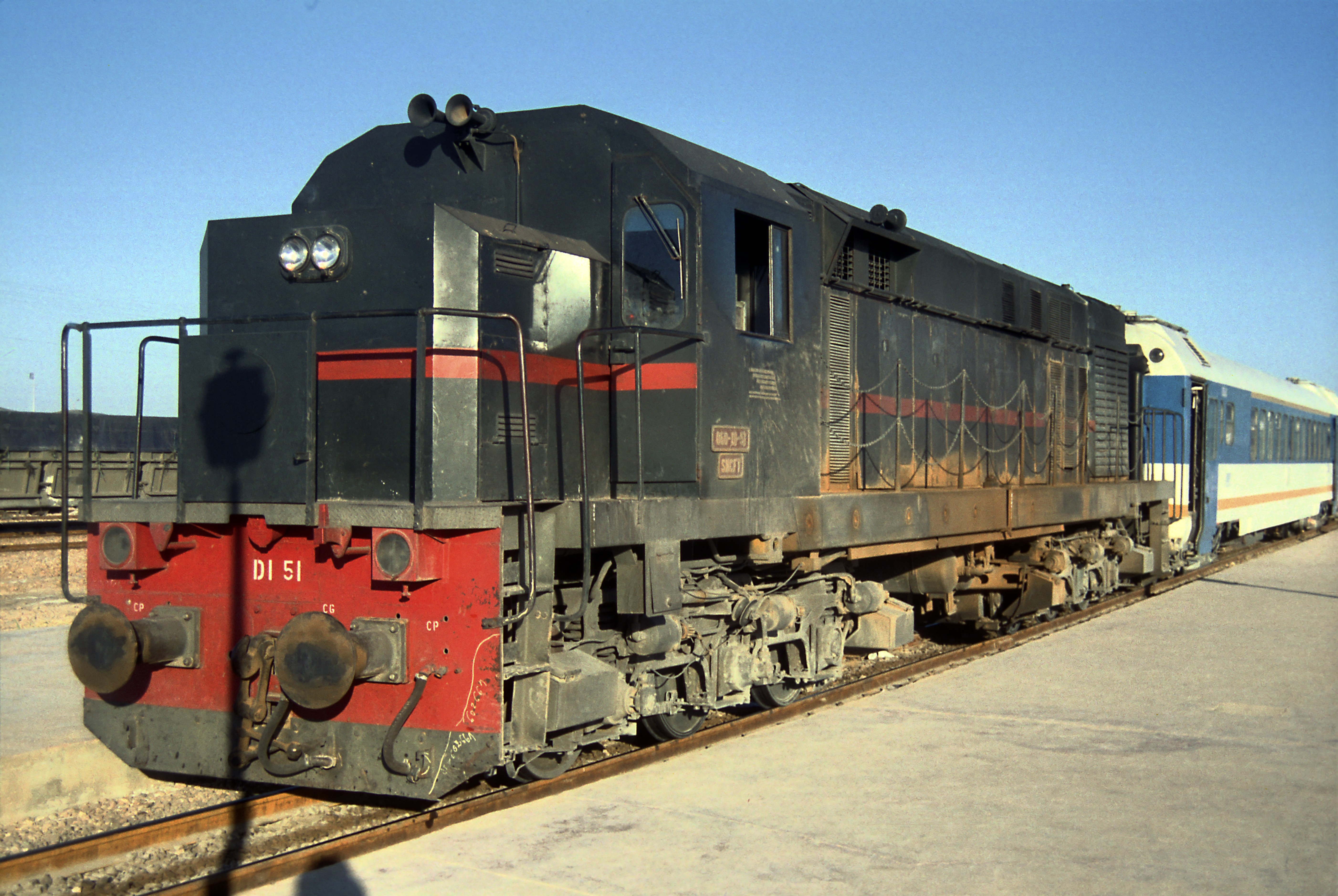
Dízelmozdony személyvonatával

Tunézia vasúthálózatának hossza 2 167 km, melyből 471 km normál nyomtávú (1 435 mm), 1 688 km pedig keskeny nyomtávú (1 000 mm). Az országban található egy rövid 8 km-es fonódott szakasz is. Az 1 000 mm-es hálózatból 65 km villamosított 25 kV 50 Hz-es váltakozó árammal. Nemzeti vasúttársasága a Société Nationale des Chemins de Fer Tunisiens. Tunéziában van az afrikai kontinens legészakibb vasúti állomása: Bizerte város pályaudvara.

## Vasúttársaságok
- Société Nationale des Chemins de Fer Tunisiens  (SNCFT) - nemzeti vasúttársaság
- Société des transports de Tunis - metró és elővárosi vasút
- Lézard rouge - nosztalgiavonatok

## Járművek
Tunézia vasúttársaságai az alábbi járművekkel rendelkeztek 2010-ben:

### SNCFT

#### Mozdonyok
| Sorozat      | Tengelyelrendezés | Darabszám | Forgalomba állás | Teljesítmény kW | Max sebesség Km/h | Gyártó                    |
| ------------ | ----------------- | --------- | ---------------- | --------------- | ----------------- | ------------------------- |
| SNCFT 060-DI | Co'Co'            | 22        | 1971             | 1490            | 90 / 110          | MLW                       |
| SNCFT 040-DK | Bo'Bo'            | 20        | 1976             | 895             | 110               | MLW                       |
| SNCFT 040-DJ | Bo'Bo'            | 9         | 1977             | 519             | 100 / 110         | General Electric          |
| SNCFT 060-DP | Co'Co'            | 22        | 1984             | 1764            | 100               | Bombardier Transportation |
| SNCFT 060-DH | Co'Co'            | 5         | 1972             | 1640            | 100               | Ganz–MÁVAG                |
| SNCFT 040-DL | B'B'              | 10        | 1981             | 1323            | 100               | Ganz–MÁVAG                |
| SNCFT 040-DM | Bo'Bo'            | 28        | 1982             | 522             | 95                | General Electric          |
| SNCFT 040-DO | B'B'              | 20        | 1983             | 1764            | 130               | Ganz–MÁVAG                |
| SNCFT 060-DN | Co'Co'            | 20        | 1983             | 1862            | 90                | General Electric          |
| SNCFT 040-DF | Bo'Bo'            | 12        | 1965             | 698             | 95                | General Electric          |
| SNCFT 040-GE | Bo'Bo'            | 4         | 1962             | 446             | 95                | General Electric          |
| SNCFT 040-GE | Bo'Bo'            | 4         | 1965             | 515             | 95                | General Electric          |
| SNCFT 060-GR | Co'Co'            | 6         | 1964             | 1048            | 95                | General Electric          |
| SNCFT 040-GT | Bo'Bo'            | 21        | 1999             | 1324            | 95                | General Electric          |

#### Motorvonatok
| Sorozat       | Tengelyelrendezés | Darabszám | Forgalomba állás | Teljesítmény kW | Max sebesség Km/h | Gyártó     | Ülőhelyek száma |
| ------------- | ----------------- | --------- | ---------------- | --------------- | ----------------- | ---------- | --------------- |
| SNCFT YZ-E    | EMU-3             | 6         | 1984             | 1670            | 110               | Ganz–MÁVAG | ?               |
| SNCFT Z-431   | DMU-1             | 6         | 1975             | 772             | 130               | Alstom     | 54              |
| SNCFT YZ-661  | DMU-1             | 9         | 1975             | 772             | 130               | Alstom     | 54              |
| SNCFT AMG 800 | DMU-2             | 10        | 2008             | 880             | 130               | CFD        | 103             |

### CPG
| Sorozat | Tengelyelrendezés | Darabszám | Forgalomba állás | Teljesítmény kW | Max sebesség Km/h | Gyártó           |
| ------- | ----------------- | --------- | ---------------- | --------------- | ----------------- | ---------------- |
| CPG 101 | Bo'Bo'            | 20        | 1962             | 485             |                   | General Electric |

### SMLT
| Sorozat   | Tengelyelrendezés | Darabszám | Forgalomba állás | Teljesítmény kW | Max sebesség Km/h | Gyártó                 |
| --------- | ----------------- | --------- | ---------------- | --------------- | ----------------- | ---------------------- |
| SMLT 04   | B                 | 2         | 1981             | 250             |                   | Kaeble-Gmeinder        |
| SMLT M101 | EMU-2             | 78        | 1984             | 480             |                   | Düwag-MAN / Siemens AG |
| SMLT M201 | EMU-3             | 43        | 1991             | 480             |                   | Düwag-MAN / Siemens AG |
| SMLT M301 | EMU-3             | 14        | 1997             | 480             |                   | Düwag-MAN / Siemens AG |
| SMLT M401 | EMU-5             | 39        | 2007             | 480             | 70                | Alstom                 |
| SMLT A101 | EMU-2             | 36        | 1977             | 680             | 100               |                        |

## Vasúti kapcsolata más országokkal
- Algéria - van, 1 435 mm-es nyomtávolság
- Líbia - építés alatt, eltérő nyomtáv (1 435 mm / 1 000 mm)